# José Fortuna
José Fortuna (Itápolis, 2 de outubro de 1923 – São Paulo, 10 de novembro de 1983) foi um cantor, compositor, autor teatral e ator brasileiro.
Um de seus maiores sucessos foi a versão da guarânia "Índia", composta há sessenta anos, do outro lado de "Meu Primeiro Amor", também versão de José Fortuna, gravados originalmente por Cascatinha e Inhana, no ano de 1952.
Foi autor de 42 peças teatrais (foi inclusive sócio-fundador da Sociedade Brasileira de Autores Teatrais - SBAT), de 10 folhetos de Literatura de Cordel, além de cerca de mais ou menos 2.000 letras de músicas, algumas inclusive, com mais de 50 regravações, sendo 900 inéditas. Caetano Veloso, Gal Costa e Roberto Carlos gravaram músicas de José Fortuna, que teve canções como tema de novela.

## Biografia
Filho de imigrantes italianos, Domingos Fortuna e Antonia Damico Fortuna, José Fortuna ainda criança, em suas andanças com o pai pela lavoura, já escrevia versos com pedaços de madeira, no chão de terra por onde caminhava.
Compôs sua primeira música no dia 26 de setembro de 1942. Sua primeira música gravada foi a “Moda das Flores”, no dia 04 de abril de 1944, por Raul Torres & Florêncio, e desde então nunca mais parou.
Percorreu todo o Brasil e algumas cidades da América do Sul com sua Cia Teatral Maracanã. Receberam inúmeros prêmios e ficaram conhecidos como os reis do teatro. Era ator de destaque em todas as suas peças teatrais. Depois de 1945 com o encerramento de Cia Teatral, passou a se dedicar mais integralmente às composições musicais.
Mudou-se de Itápolis para São Paulo no ano de 1947. Nesse mesmo ano, fez dupla sertaneja com o irmão Euclides Fortuna, o Pitangueira, com quem construiu uma carreira de 36 anos.
Em São Paulo conheceram o acordeonista Juventus Merenda. Os três formaram então um trio no qual Merenda ficou pouco tempo. Em 1948, também com o irmão Pitangueira e junto com Zé do Fole, José Fortuna formou o Trio Os Maracanãs. Juntos gravaram mais de 40 LPs. No ano de 1950, o Trio participou da inauguração do canal 5, hoje Rede Globo.
Durante a inauguração da capital do país, Brasília, José Fortuna recebeu das mãos do presidente da república Juscelino Kubitschek um cartão de congratulação e mérito por sua composição ‘Sob o céu de Brasília’, canção tida como hino inaugural de Brasília.
Na época dos grandes festivais da música sertaneja promovidos pela Rádio Record, ele começa a parceria com outro grande compositor Carlos Cézar. Participa de mais de 20 edições sempre ficando nas primeiras colocações. Nos de 1979, 1980 e 1981, consecutivamente, conquistou o 1º lugar.
Em 1979, a Secretaria do Trabalho do Estado de São Paulo oficializou o Hino do Trabalhador Brasileiro, também de sua autoria junto de Carlos Cézar.
Foi radialista durante toda a sua vida artística e apresentou o Programa José Fortuna em quase todas as Rádios da Capital: Tupi, Piratininga, Gazeta, Jornal, Record, Nove de Julho, São Paulo, Cometa, Nacional, Difusora, Globo, Morada do Sol.

### Vida pessoal
José Fortuna casou-se com Durvalina Ferreira no dia 10 de janeiro de 1953. Dessa união nasceram Marlene e Iara Fortuna.

### Morte
José Fortuna morreu aos 60 anos em 1983, vítima da doença de Chagas. Foi sepultado no Cemitério do Morumbi.

## Prêmios e Condecorações
Ao longo de sua vida, teve o prazer de receber inúmeros troféus, títulos e congratulações, destacando-se: 
- Título de Cidadão Honorário de Osasco;
- Cartão de Prata e a Medalha Anchieta por iniciativa da Câmara Municipal do Estado de São Paulo; [7]
- SALA JOSÉ FORTUNA: no Museu de sua cidade natal, Itápolis;
- AVENIDA JOSÉ FORTUNA: também em Itápolis, inaugurada por ele apenas vinte dias antes do seu falecimento;[3]
- BUSTO DE BRONZE: na Praça Jornalista Roberto Del Guércio, em Itápolis;[3]
- Outras cidades que o homenagearam, dando o seu nome à algumas praças e ruas são: São Bernardo do Campo, São Miguel Paulista, (na Grande São Paulo); Guarulhos, Osasco, Mogi das Cruzes, Mogi-Mirim, São Carlos, (no Estado de São Paulo); Blumenau (no Estado de Santa Catarina).

## Discografia
- 1956 - Onde Cantam os Maracanãs - Volume 1
- 1959 - Onde Cantam os Maracanãs - Volume 2
- 1959 - O Sertão Canta
- 1960 - Zé Fortuna e Pitangueira
- 1960 - Onde Cantam os Maracanãs - Volume 3
- 1968 - Teatro e Música
- 1969 - Céu Sem Estrelas
- 1969 - Rindo e Chorando
- 1970 - A Menina de Tranças Loiras
- 1970 - Na Venda do Serafim
- 1971 - Os Donos da Bola
- 1973 - Os Maracanãs
- 1973 - História do Times
- 1973 - O Homem D'água
- 1974 - O Melhor de Zé Fortuna e Pitangueira
- 1974 - Folha Seca
- 1974 - Sonho de Corintiano
- 1977 - Pequeno Mundo
- 1982 - Paineira Velha
- 1984 - Doce Lembrança